# Macrocera egregia
Macrocera egregia är en tvåvingeart som beskrevs av de Meijere 1924. Macrocera egregia ingår i släktet Macrocera och familjen platthornsmyggor. Inga underarter finns listade i Catalogue of Life.